# Périgueux
Périgueux is een stad en gemeente in het departement Dordogne in het zuidwesten van Frankrijk. Het ligt in een gebied dat Périgord Blanc genoemd wordt; het departement Dordogne omvat het gebied van de voormalige provincie Périgord. De gemeente telde op 1 januari 2022 29.876 inwoners en is de hoofdstad van het departement.
Périgueux, met zijn indrukwekkende kathedraal Saint-Front, heeft een lange geschiedenis. Uit de Gallo-Romeinse tijd zijn de toren van Vésone, het amfitheater uit de 1e eeuw en de stadsmuren uit de 3e eeuw bewaard. Nog eeuwen bleef Périgueux opgesloten binnen zijn muren. Uit de 14e tot de 17e eeuw dateren veel huizen in de binnenstad, met name veel gebouwen uit de renaissance: Maison du Consul, Logis Saint-Front, Maison Ribette, Maison Estignard, Maison Lapeyre, Maison du Pâtissier, et cetera.
Périgueux ligt op de pelgrimsroute naar Santiago de Compostella. Het Périgueux uit de vroege 19e eeuw wordt beschreven in de roman Jacquou le Croquant (1899) van Eugène Le Roy.

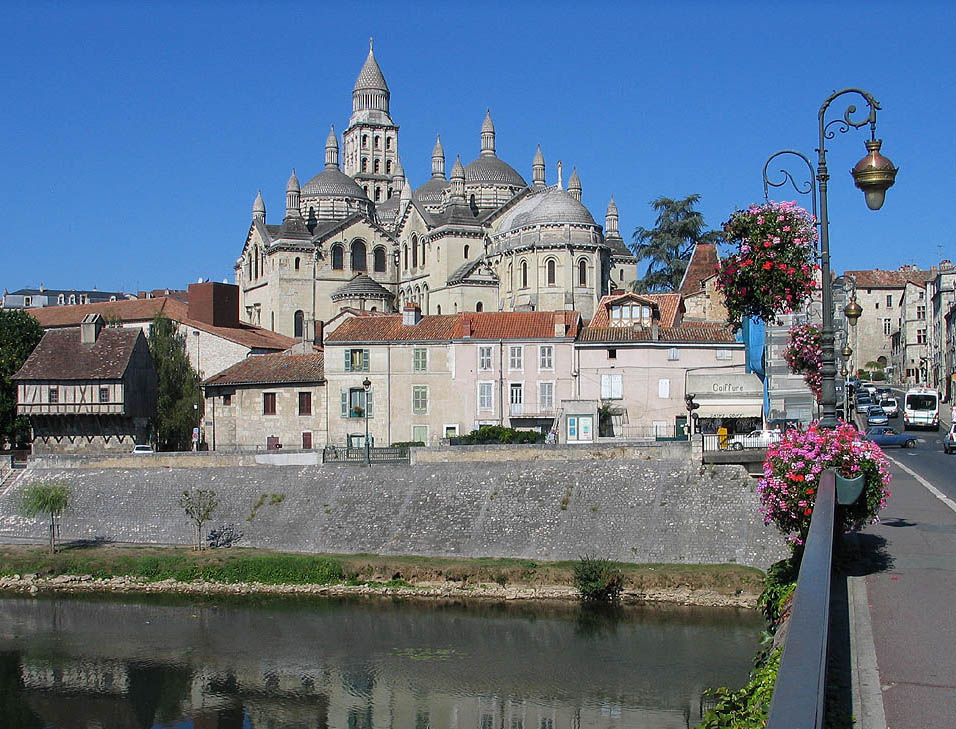
Périgueux met de rivier de Isle

## Geschiedenis

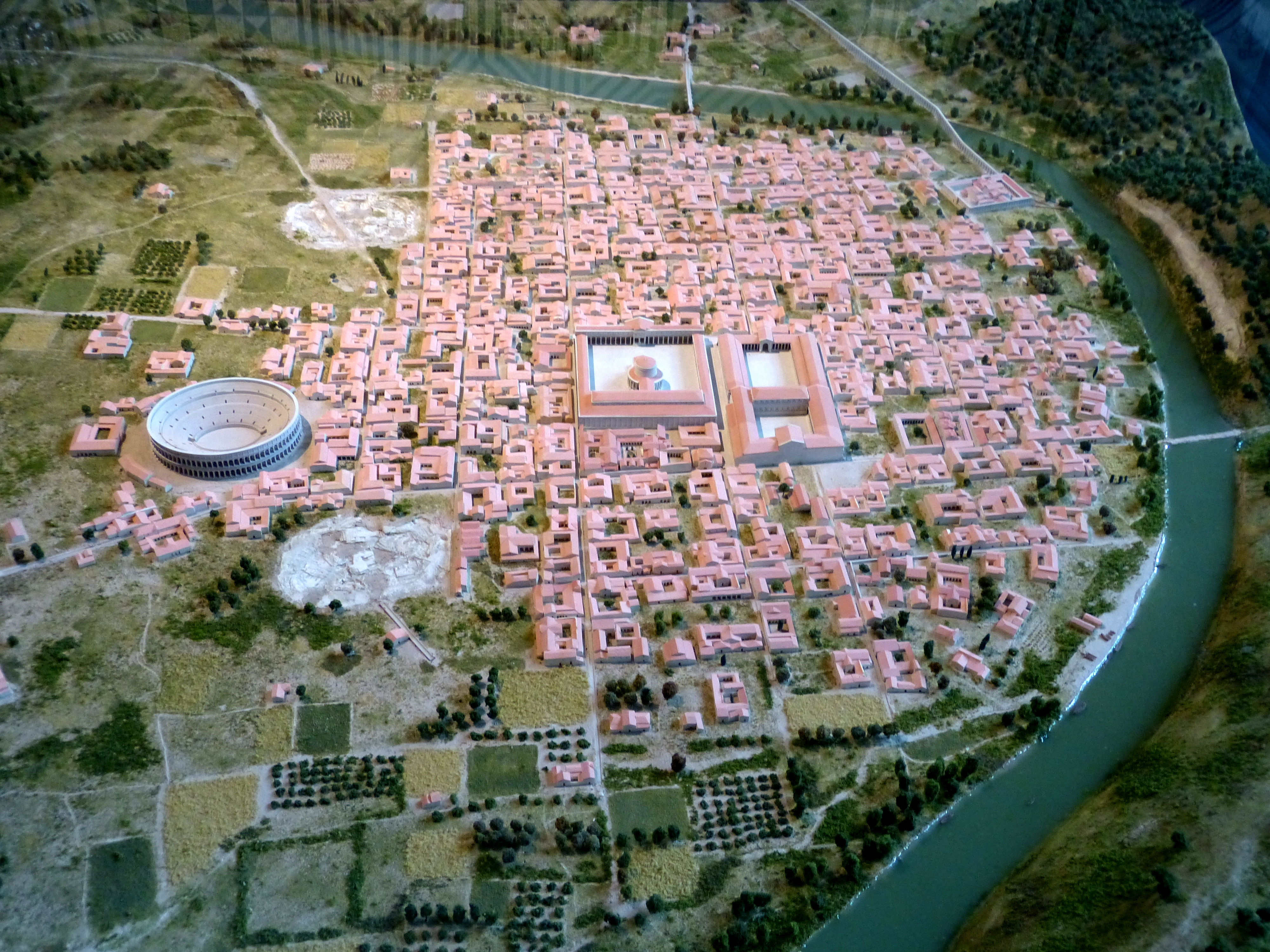
Maquette van Vesunna (Gallo-Romeins Museum)

### Oudheid
Op de heuvels ten zuiden van de Isle (in de gemeente Coulounieix-Chamiers) lag in de 1e eeuw v.Chr. een versterkte stad met duizenden bewoners van de stam der Petrocorii. Eenmaal veroverd door Caesar, werd ten noorden van de rivier de Gallo-Romeinse stad Vesunna gesticht. Deze stad kende een grote bloeitijd in de 1e en 2e eeuw en telde 15.000 à 20.000 inwoners. Zo ontstond de eerste kern van Périgueux.
Tijdens de periode van invallen door de Alemannen in de 3e eeuw trokken de bewoners zich terug achter vestingmuren die opgetrokken werden uit de stenen van gesloopte gebouwen. De stad nam de naam Civitas Petrucoriorum aan.

### Middeleeuwen

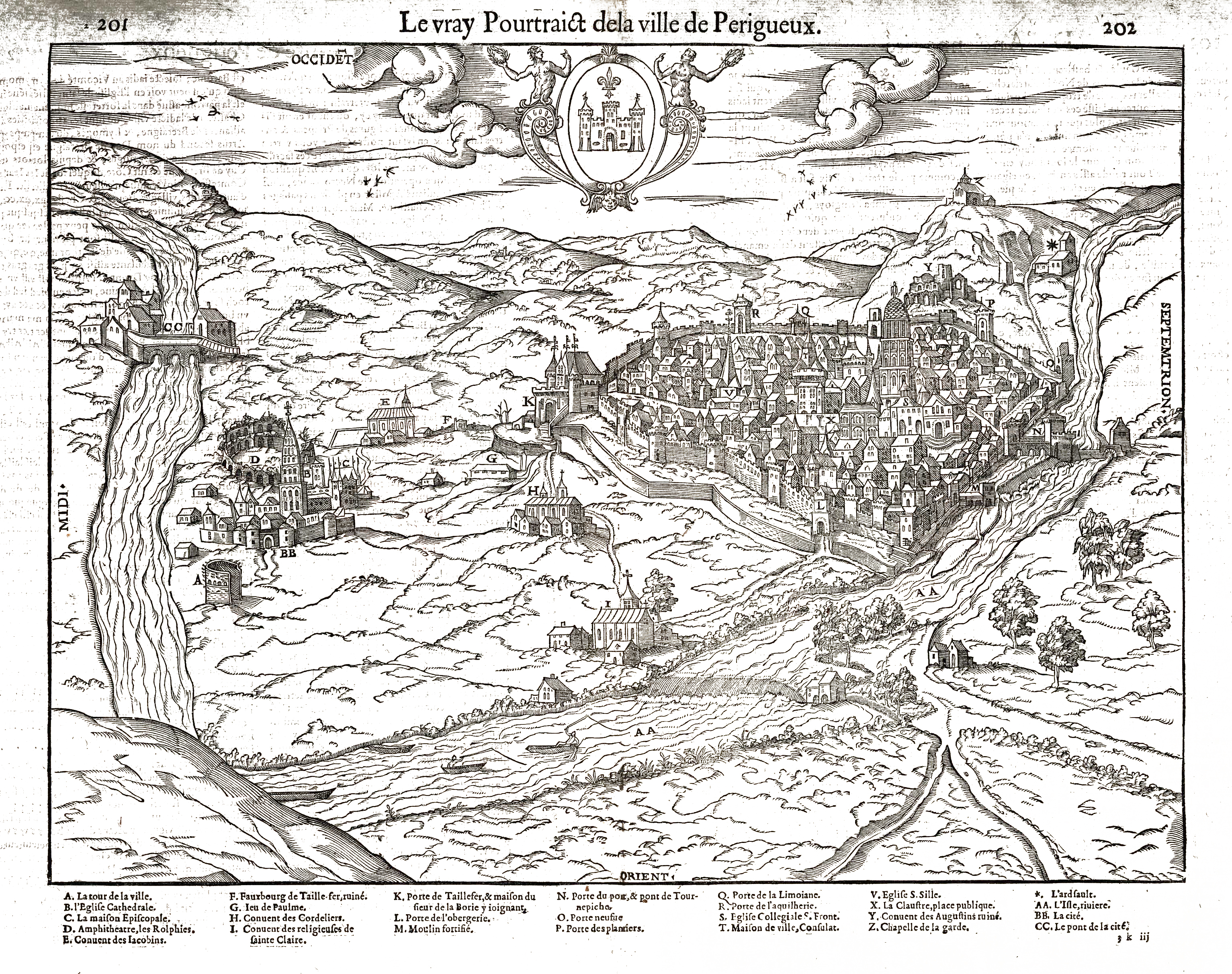
Périgueux in 1565

Tot driemaal toe werd de stad geplunderd door de Vikingen, die de Isle opvoeren (in 837, 844 en 845). Périgueux bleef tot de 10e eeuw een slapend stadje, al werd het in de 4e eeuw de zetel van een bisdom, het bisdom Périgueux, en werd er in de Cité (deze eerste kern) begin 12e eeuw een kerk gebouwd, de Saint-Étienne-de-la-Cité, die tot 1669 kathedraal was.
Buiten de muren was in de 6e eeuw een kapel gebouwd boven het "graf" van Sint-Front, een legendarische heilige die in de 3e eeuw Périgord zou hebben gekerstend. Dit groeide in de 9e eeuw uit tot een bedevaartsoord en er kwam een klooster bij. Hier kwam ook een eerste grafelijke burcht (Salle du Comte). Zo ontstond de tweede kern van Périgueux: de Bourg du Puy Saint-Front, die gelegen was aan de oever van de Isle. 
De kapel van Saint-Front werd in de 11e eeuw vervangen door de "Latijnse kerk", die echter in 1120 afbrandde. Men besloot tot de bouw van een nog grotere kerk, die gereed kwam in 1173: de kerk Saint-Front, die in 1669 kathedraal werd. 
De tweede kern kende zijn bloeitijd in de 13e eeuw en werd toen ommuurd en versterkt met 28 torens en 12 poorten. Van die 28 torens is slechts de Tour Mataguerre behouden. Niet ver van de toren staat het oudste huis van Périgueux, het 12e-eeuwse Romaanse Maison du Guesclin. Rond 1400 werd hier een markthal gebouwd. Deze oude markthal op de place du Coderc werd rond 1830 vervangen door een nieuwe markthal.
Périgueux werd in de eerste decennia van de 13e eeuw een gemeente bestuurd door consuls. In de loop van de 13e eeuw ontstonden tussen de twee kernen woonwijken en zo werden de twee kernen van Périgueux samengevoegd.

### Expansie
In de 16e eeuw werd Périgueux een place de sûreté voor de hugenoten. In de 18e eeuw begon de expansie van Périgueux en al tijdens de Franse Revolutie lagen er wijken buiten de muren. De komst van de spoorlijn in 1856 gaf de stad een nieuwe impuls. Van 1890 tot de Tweede Wereldoorlog stond de groei weer stil. Na de oorlog breidde Périgueux zich gestaag uit.

## Geografie
De oppervlakte van Périgueux bedroeg op 1 januari 2022 9,82 vierkante kilometer; de bevolkingsdichtheid was toen 3.042,4 inwoners per km².
De onderstaande kaart toont de ligging van Périgueux met de belangrijkste infrastructuur en aangrenzende gemeenten.

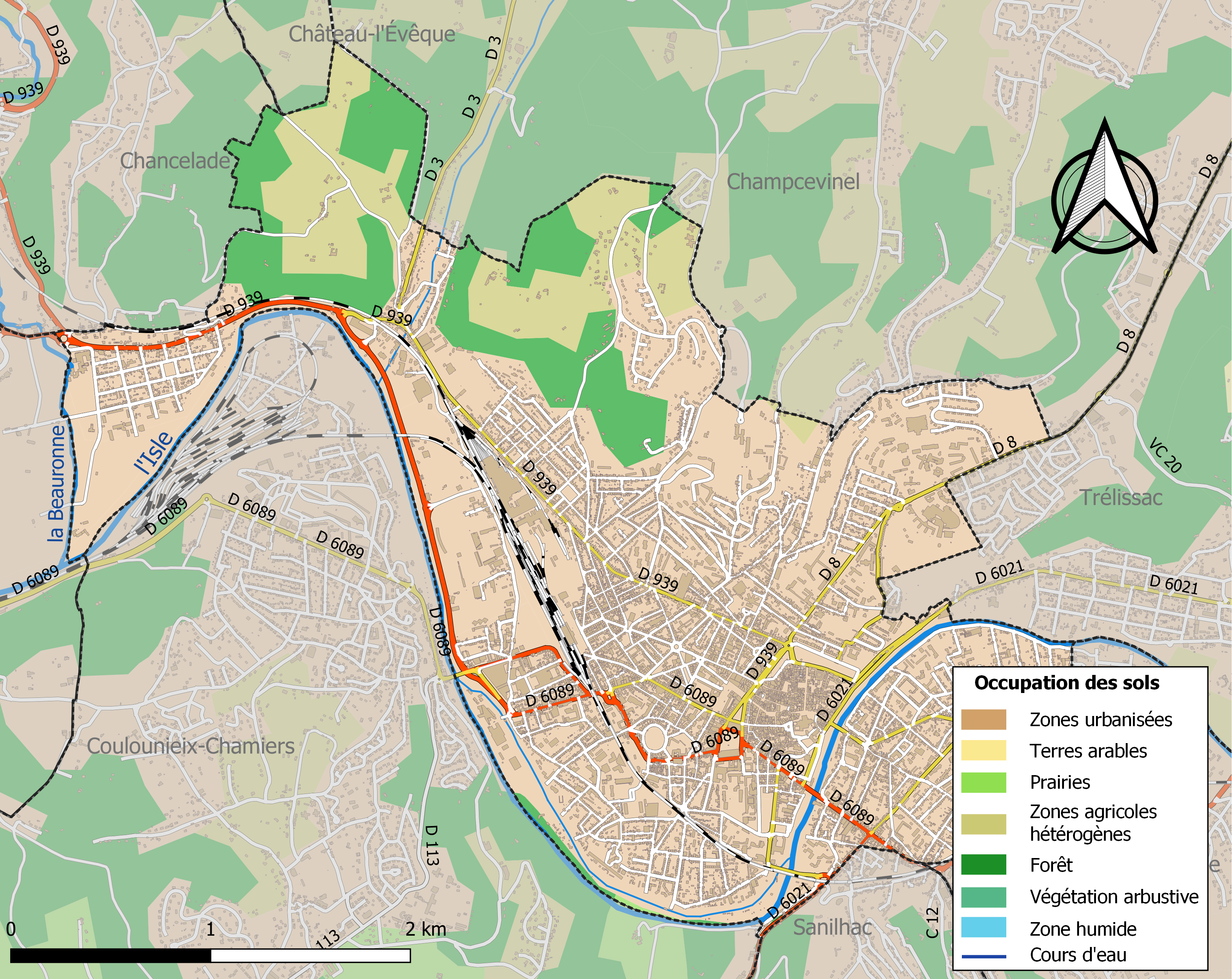

## Demografie
Onderstaande figuur toont het verloop van het inwonertal (bron: INSEE-tellingen).

## Bezienswaardigheden
Het opvallendste monument van de stad is de Cathédrale Saint-Front (romaans-byzantijns, 12e-19e eeuw). Het is een imposant gebouw, zowel vanwege zijn vijf koepels en de vele torentjes, als vanwege zijn afmetingen: 78 m lang, 60 m breed en 38 m hoog voor het schip, 68 m hoog voor de hoofdtoren. Vanaf de Place de la Clautre is aan de Saint-Front nog het restant van de 11e-eeuwse "Latijnse kerk" te herkennen dat behouden is gebleven. De hoofdtoren vormt de verbinding tussen dit gedeelte en de nieuwe romaanse kerk. Het was de bedoeling dat het restant van de "Latijnse kerk" een zesde koepel zou dragen, maar die is er niet gekomen. Het bouwwerk werd in de 19e eeuw bijna helemaal opnieuw opgetrokken door Paul Abadie. De Cathédrale Saint-Front is geclassificeerd als een historisch monument sinds 1840 en Werelderfgoed in 1998 (in het kader van de Pelgrimsroute naar Santiago de Compostella). Ter gelegenheid van het Heilig Sint-Jacobsjaar is in 1999 in de kathedraal een kapel geopend die aan Sint-Jacob is gewijd.

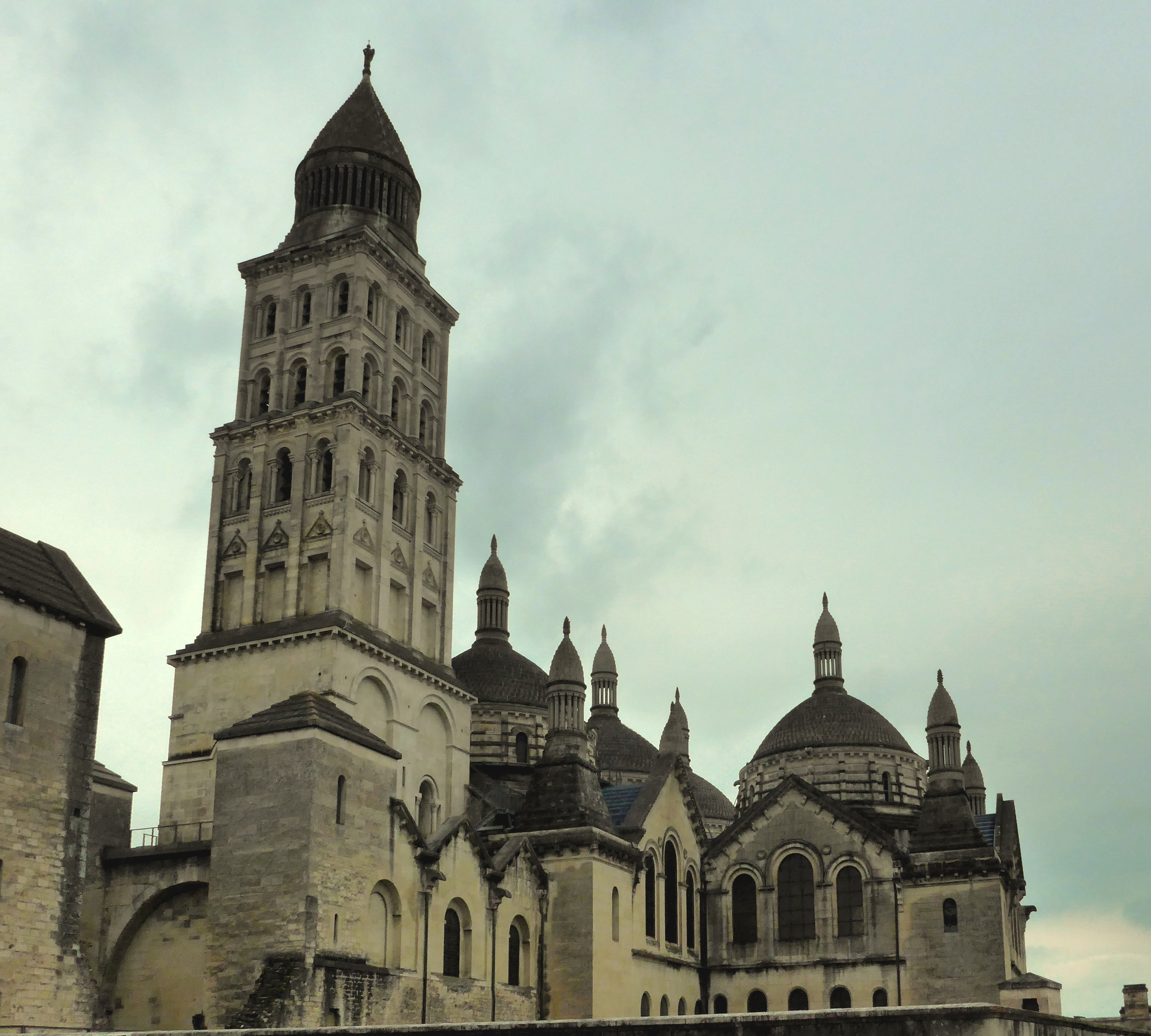
Cathédrale Saint-Front
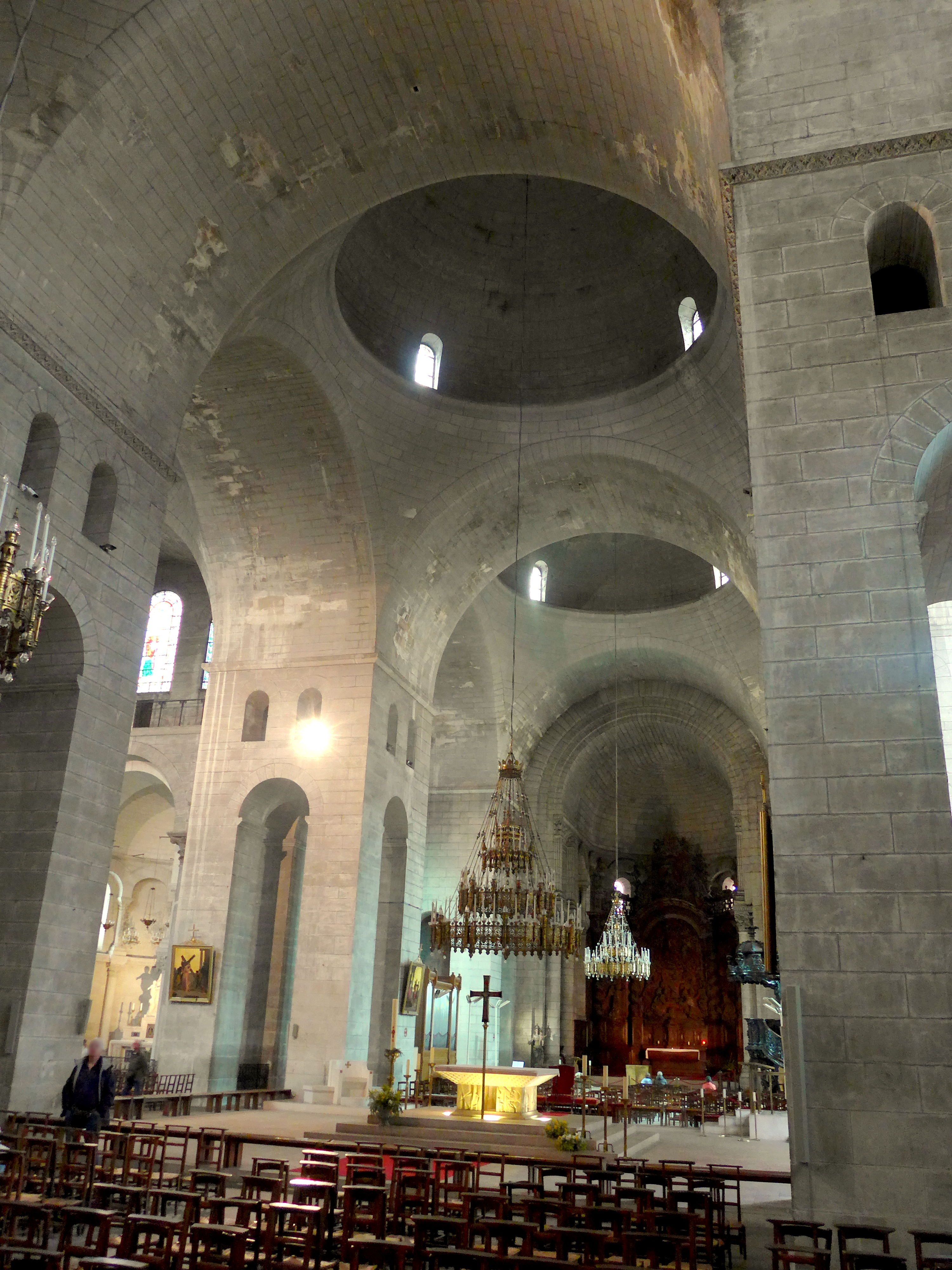
interieur
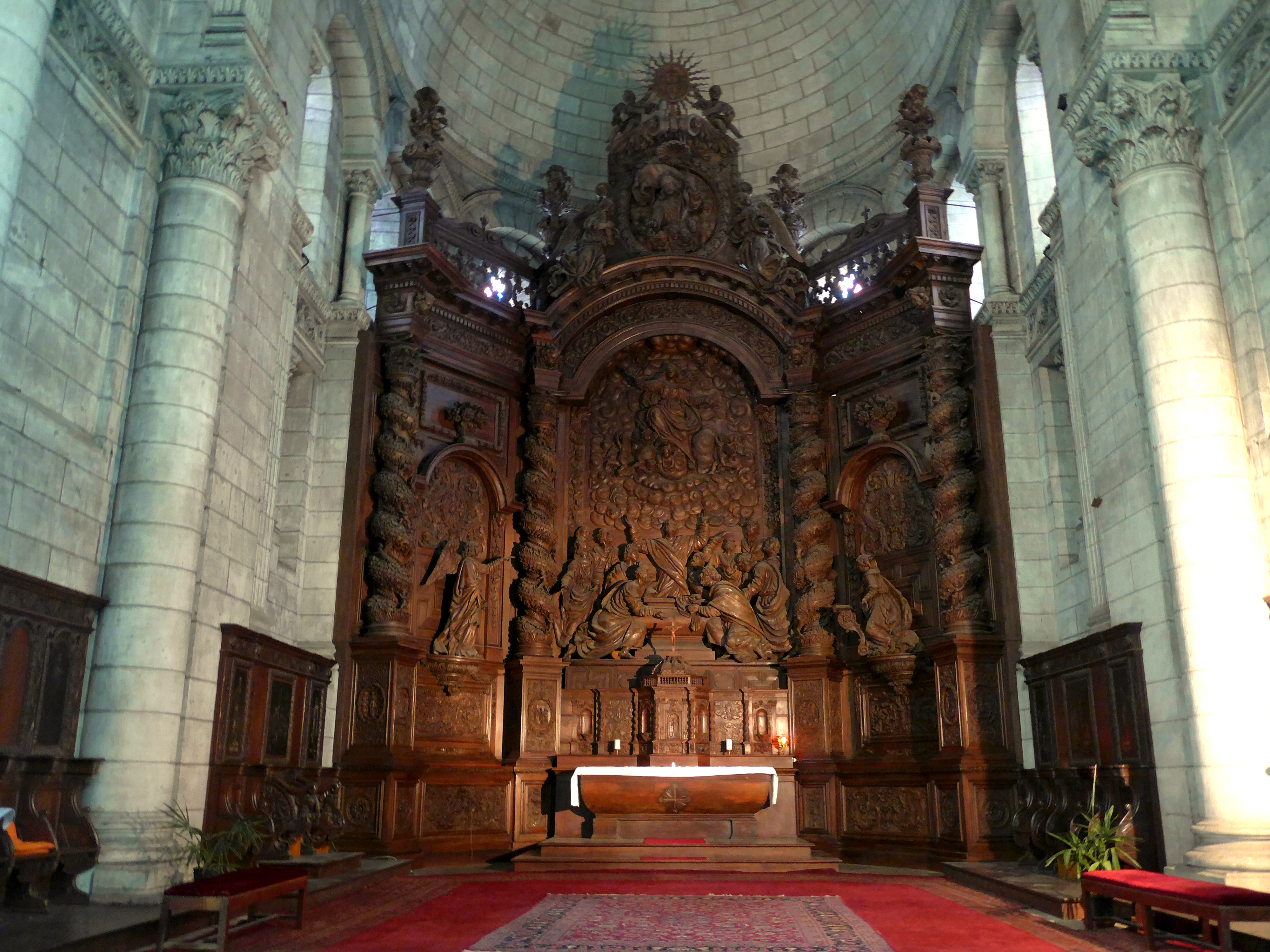
altaar

Andere bezienswaardigheden zijn:
- Arènes Romaines (Romeins amfitheater)
- Tour de Vésone, overblijfsel van een Gallo-Romeins fanum (1e of 2e eeuw na Christus) gewijd aan de godin Vesunna
- Villa de Pompeius
- Château Barrière (ruïnes)
- Tour Mataguerre, laatste bestaande toren van de omwalling
- Hôtel Salleton (renaissance, 16e-17e eeuw)
- Maison des Dames de la Foi (middeleeuws stadspaleis, waarin tijdens de 17e en 18e eeuw een vrouwenklooster gevestigd was)
- Temple maçonnique (begin 19e eeuw)

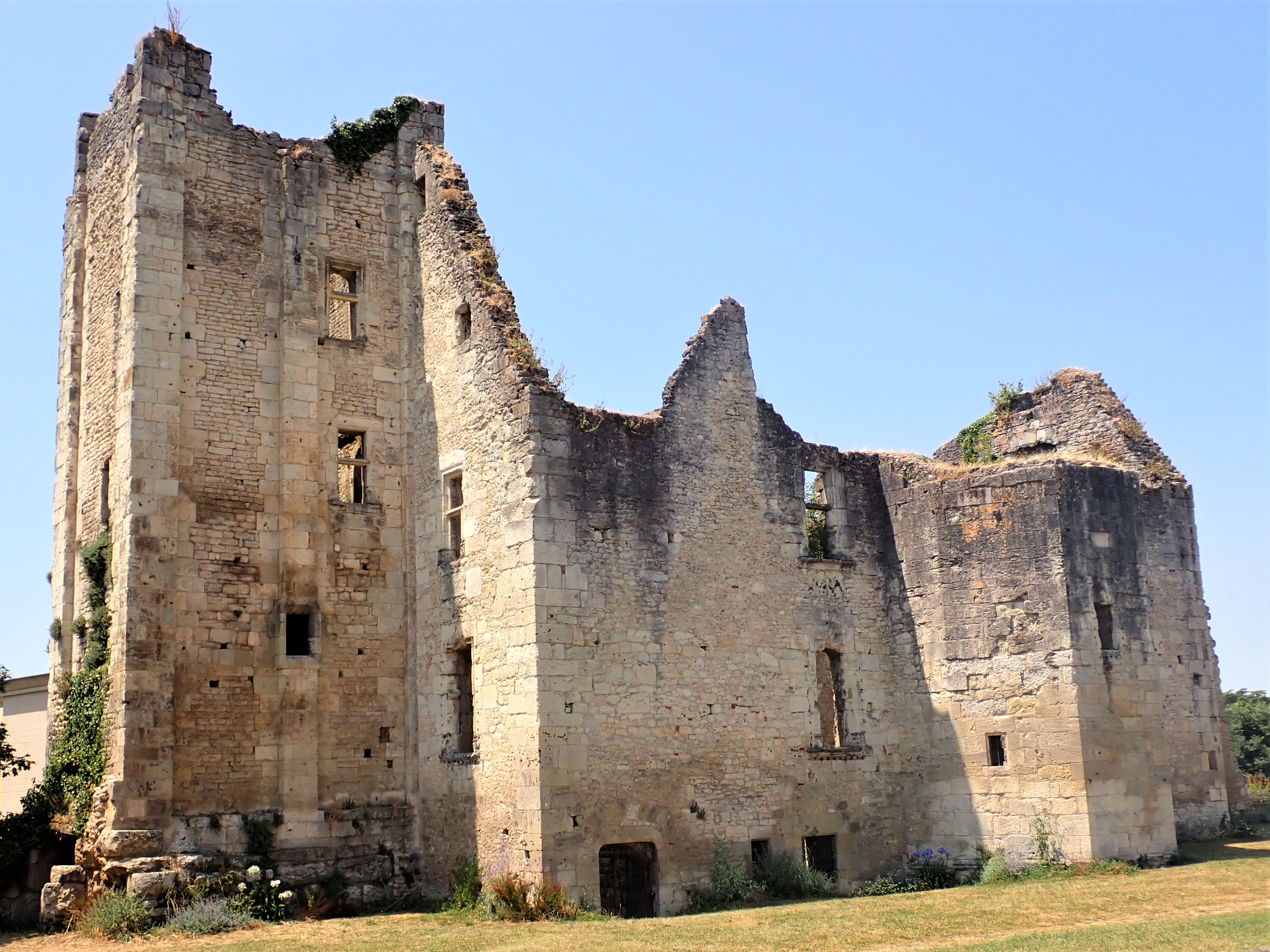
Château Barrière
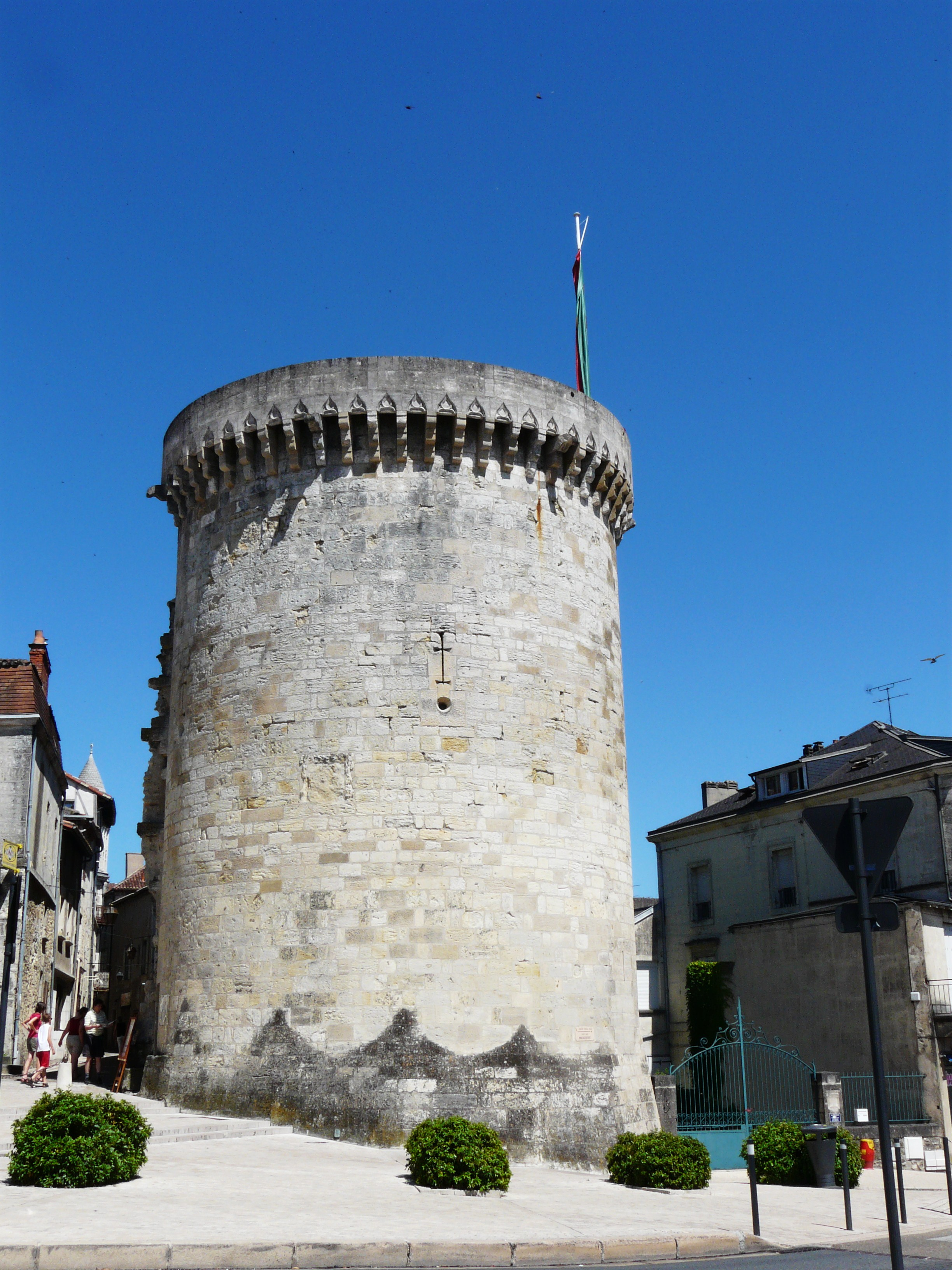
Tour Mataguerre
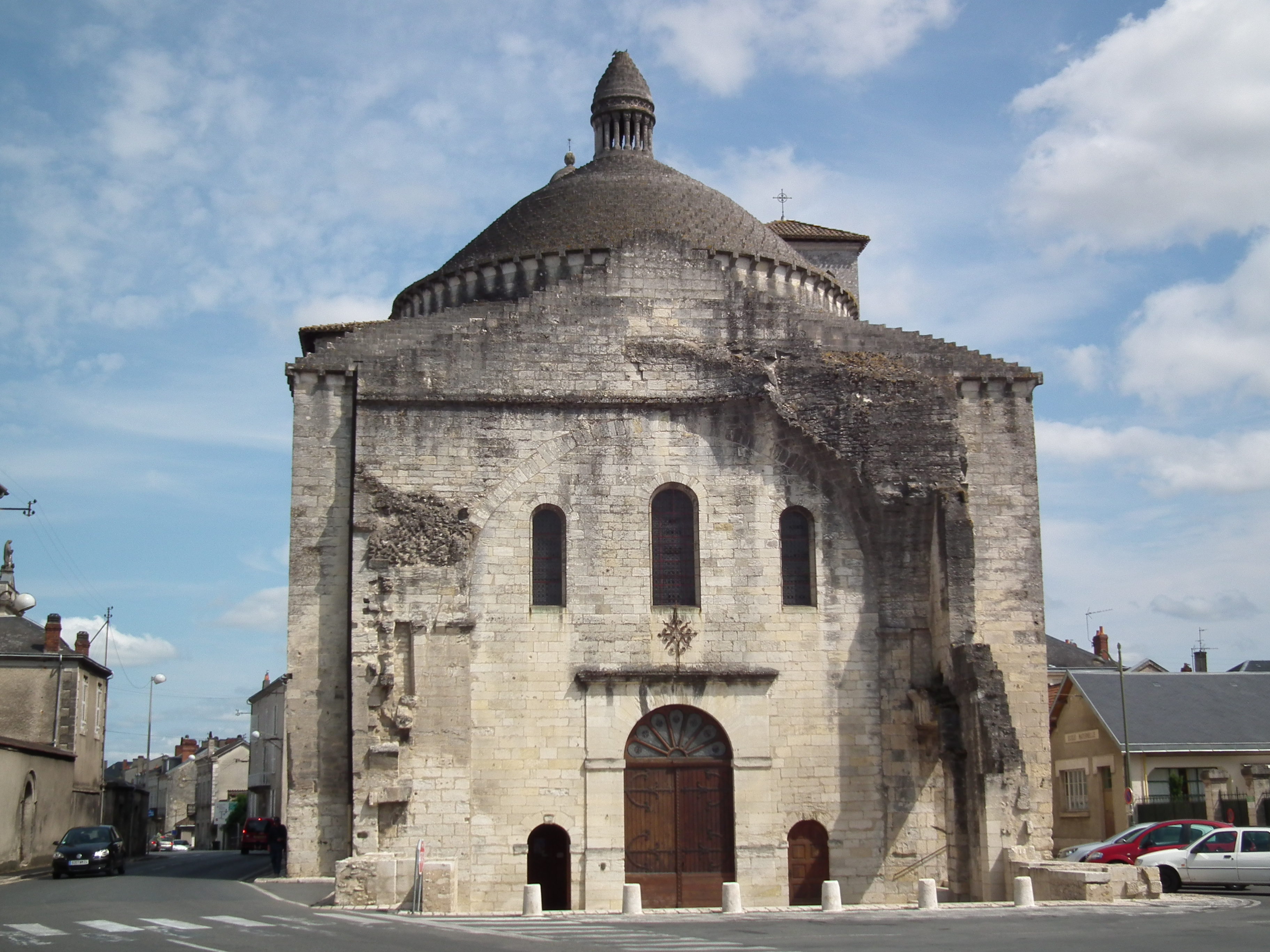
Kerk Saint-Étienne-de-la-Cité, de voormalige kathedraal
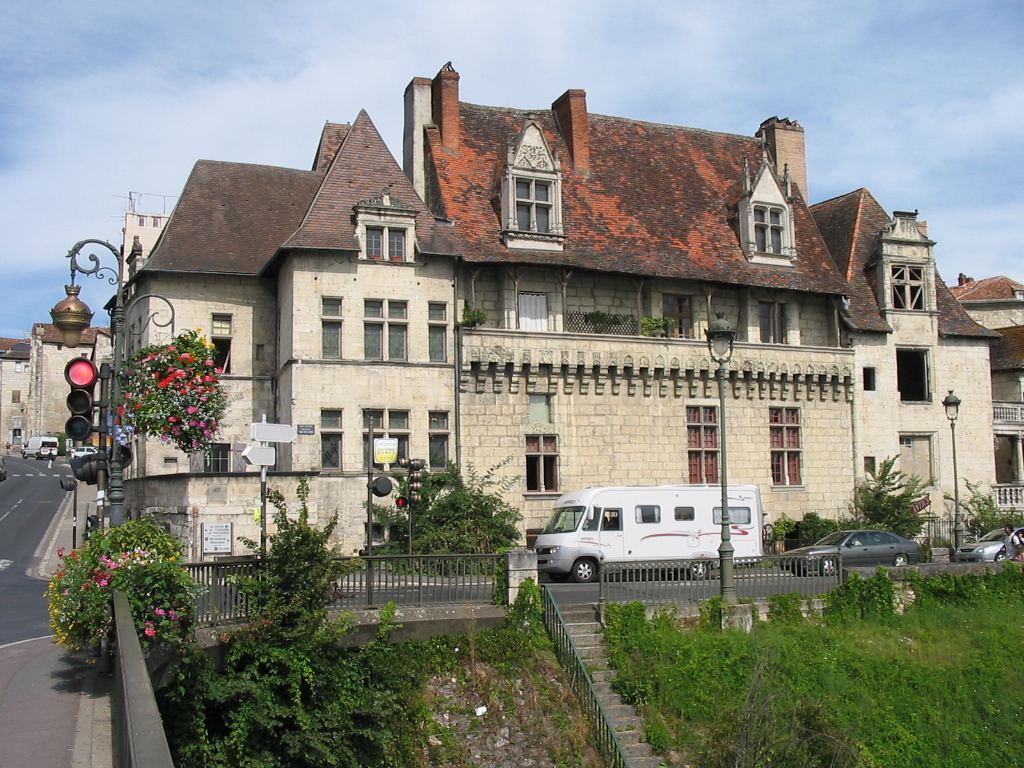
Hôtel Salleton

### Musea

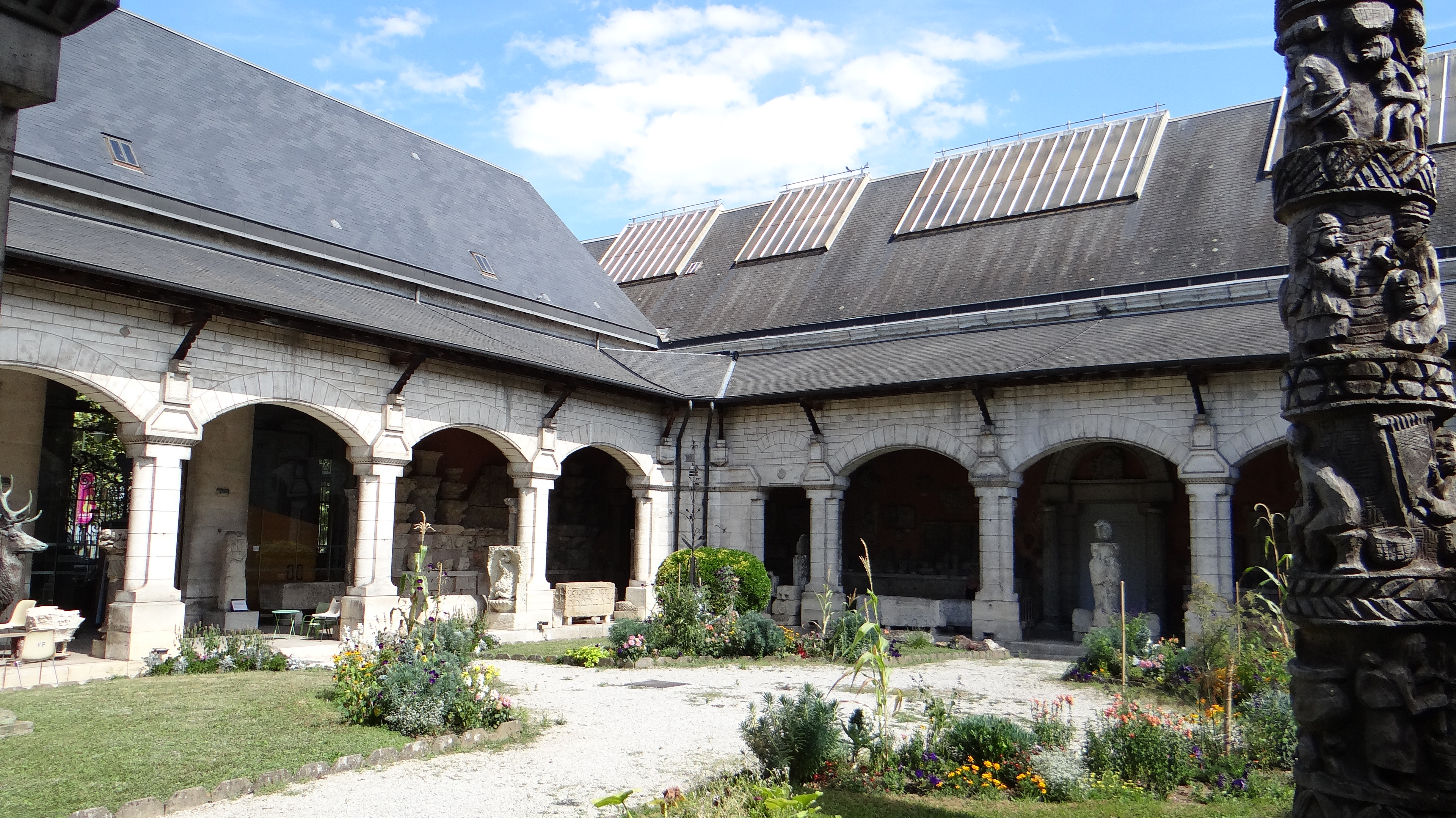
MAAP: klooster

- Musée d'art et d'archéologie du Périgord (MAAP) (1835) bezit diverse collecties: de afdelingen prehistorie, archeologie met Romeinse resten van opgravingen in de stad, verder een stenencollectie, een afdeling niet-Europese etnografie en een schone kunstenafdeling (schilderijen, beeldhouwwerk, kunstvoorwerpen, meubilair).
- Het archeologisch Gallo-Romeins museum Vesunna is in 2003 door Jean Nouvel gebouwd op de overblijfselen van een Gallo-Romeinse villa (domus van de Bouquets)
- Musée militaire du Périgord

## Verkeer en vervoer
In de gemeente ligt spoorwegstation Périgueux.

## Sport
Périgueux was vier keer etappeplaats in de wielerkoers Tour de France. Drie keer startte er een etappe en twee keer was Périgueux aankomstplaats. In 1961 won er de Fransman Jacques Anquetil en in 2014 de Duitser Tony Martin.

## Geboren
- Guillaume Joseph Chaminade (1761-1850), zalige en ordestichter
- Pierre Daumesnil (1776-1832), militair
- Pierre Magne (1806-1879), minister en senator
- Jean Frenet (1816-1900), wiskundige, astronoom en meteoroloog
- Léon Bloy (1846-1917), schrijver, dichter en essayist
- Georges Sagnac (1869-1928), natuurkundige bekend van het naar hem vernoemde Sagnac-effect
- René Thomas, (1886-1975), autocoureur
- Jean Murat (1888-1968), acteur
- Aimé Clariond (1894-1959), acteur
- Claude Seignolle (1917-2018), schrijver